# Heimathaus Vorst

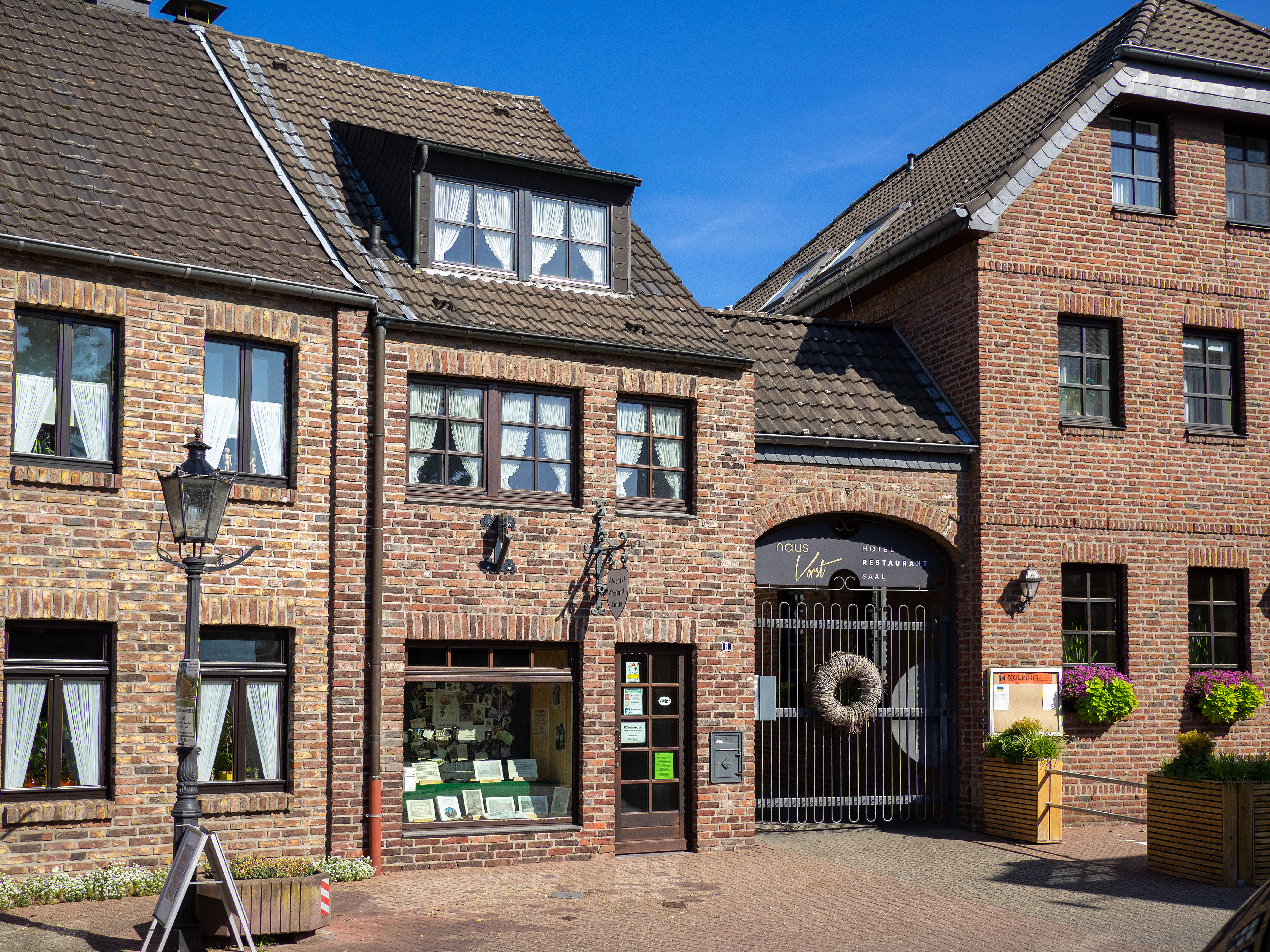
Heimathaus Vorst

Das Heimathaus Vorst befindet sich in Vorst in der Kuhstraße 6 in einem ehemaligen Ladengeschäft. Die Räumlichkeiten mit angeschlossener Leihbücherei sind von der Stadt Tönisvorst gepachtet und wurden am 10. November 2002 eröffnet. Das Heimathaus wird vom Heimatverein Vorst 1978 e. V. – „Freunde des Vöörschter Platt“ betrieben. 

## Ausstellungsbereiche
Das Schaufenster des ehemaligen Ladengeschäftes zeigt regelmäßig Wechselausstellungen (u. a. historische Postkarten von Kriegsteilnehmern, Action medeor, (historischer und aktueller) Karneval in Vorst, Fastenzeit (Bräuche, Traditionen, Sprüche), Ferien im historischen Kontext). Weiterhin wird das Schaufenster auch den Vorster Vereinen (z. B. St. Sebastianus Schützenbruderschaft 1444 e.V. Vorst, St. Martinskomitee Vorst) für temporäre Ausstellungen zur Verfügung gestellt.
Im Erdgeschoss befindet sich – neben einer weiteren Fläche für Wechselausstellungen (z. B. „Leben auf dem Land“, historische Puppenstuben) – die komplette (historische) Vorster Schusterwerkstatt „Koene Mattes“.
Das Obergeschoss zeigt diverse Gegenstände, Bilder etc. aus der Vorster Geschichte (u. a. mehrere historische Porträts von Vorster Pfarrern), hier finden auch regelmäßige Veranstaltungen statt (z. B. die Mundart-Veranstaltung „en Vertälleken op Platt“).

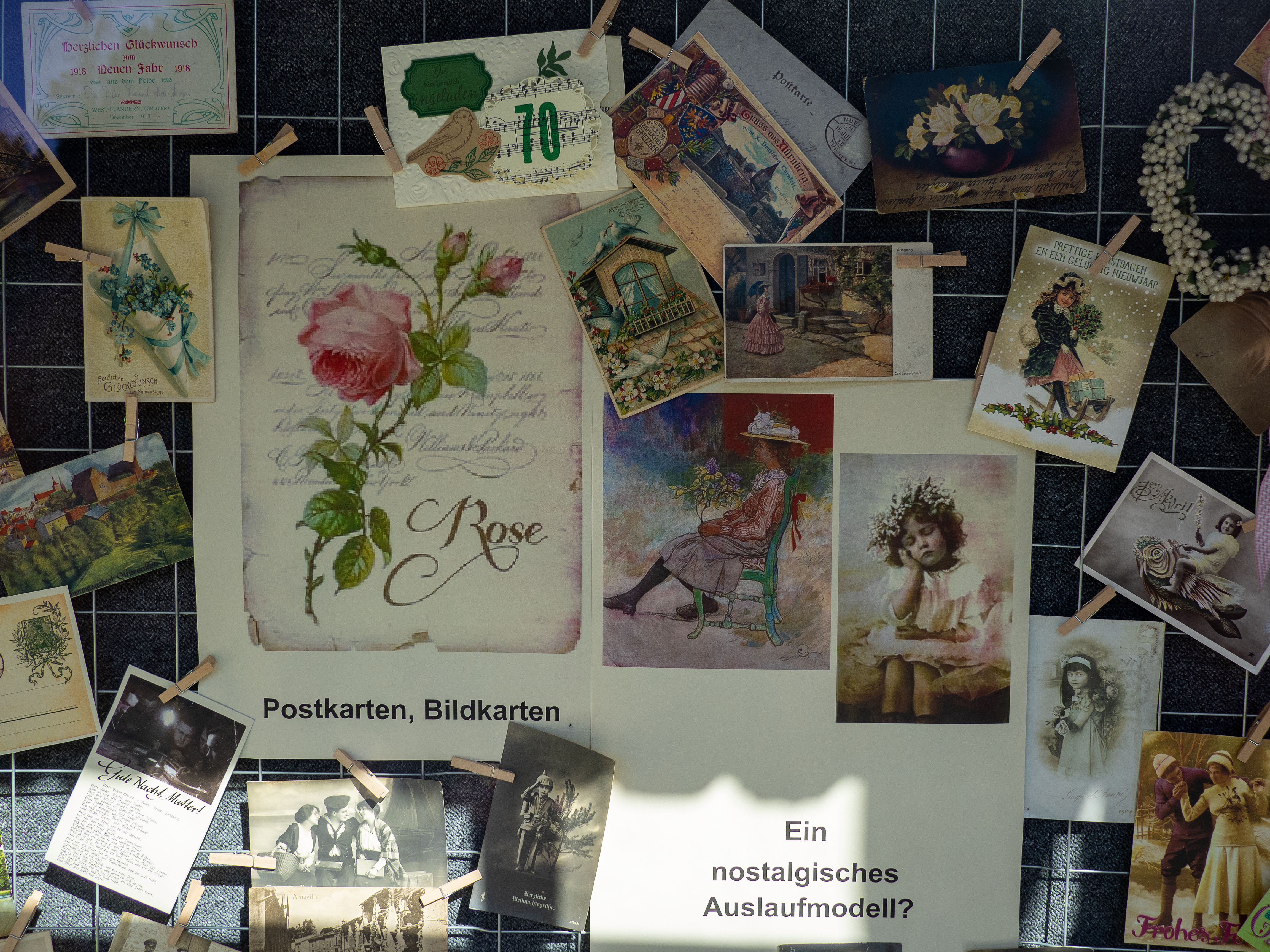
Wechselausstellung historischer Postkarten im Schaufenster des Heimathauses

Weiterhin unterhält das Heimathaus ein umfangreiches Archiv (u. a. Heimathefte, Schriftstücke und Gedichte des Heimat- und Mundartdichters Walter Lehnen, Totenzettel-, Plakat-, Bild- und Zeitungsarchiv). Ein Vorstandsmitglied unterstützt auch Recherchen Externer (Genealogen, Heimatforscher usw.).

## Heimatverein Vorst 1978 e. V. – „Freunde des Vöörschter Platt“
Das erste Treffen der Freunde des Vöörschter Platt fand am 14. März 1978 in der Gaststätte „Zum schwarzen Pferd“ statt, die Gründungsversammlung des Heimatvereins erfolgte am 2. November 1979 im Saal des Gasthofes Jakob Packbier. Erster Vorsitzender war der Bäckermeister Johannes Fruhen, zweiter Vorsitzender Walter Lehnen.
Ziele des Heimatvereins sind u. a. das Vöörschter Platt als Mundart zu pflegen und zu erhalten. Weiterhin soll auch das heimatliche Brauchtum gepflegt und die Förderung von Kunst und Kultur in Vorst gefördert werden.
Als Verein „Vorster für Vorster“ sollen die verschiedenen Aktivitäten dazu beitragen, Alt- als auch Neubürger für den Ort zu interessieren, um gemeinsam dazu beizutragen, geschichtlich und kulturell Interessantes zu erhalten und das Vorst der Gegenwart zu gestalten. Hierzu werden z. B. moderierte historische Rundgänge durch den Stadtteil angeboten.
Zurzeit (Juli 2022) hat der Verein rund 600 Mitglieder.
Zweimal jährlich erscheint das – für Mitglieder kostenlose – Heimatheft „Voorsch - os Heimat“. Neben einem Internetauftritt produziert der Heimatbund regelmäßige Podcasts.